# Daniel Alfreider

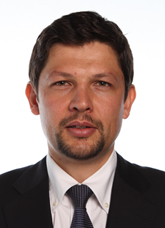
Daniel Alfreider

Daniel Alfreider (* 4. April 1981 in Brixen) ist ein ladinischer Politiker der Südtiroler Volkspartei (SVP).

## Biographie
Alfreider wuchs in Kolfuschg, einer Fraktion von Corvara im Südtiroler Gadertal, auf. Er studierte an der Technischen Universität München Bauingenieurwesen. Nach seinem Abschluss als Diplom-Ingenieur absolvierte er ein Masterstudium in Vergaberecht an der Libera Università Maria Santissima Assunta in Rom. Ab 2005 war er beruflich als Bauingenieur tätig, seit 2008 arbeitete er an der Projektierung des Brennerbasistunnels mit.
Politisch war Alfreider zunächst auf lokaler Ebene aktiv. In seiner Heimatgemeinde Corvara war er als Referent für Urbanistik, Mobilität und Innovation Mitglied des Gemeindeausschusses. Am 24. März 2012 wurde er auf Vorschlag der SVP Ladina von der Landesversammlung der Südtiroler Volkspartei zum stellvertretenden Parteiobmann gewählt. Bei den parteiinternen Vorwahlen im Zuge der Vorbereitungen auf die Parlamentswahlen 2013 erreichte er Platz 3 auf der Liste der Kandidaten für die Abgeordnetenkammer. Bei den Wahlen zur Abgeordnetenkammer am 24. und 25. Februar kam die SVP im Mehrpersonenwahlkreis Trentino-Südtirol auf 24,2 % der Stimmen, wodurch Alfreider ein Mandat erringen konnte. Er wurde somit der erste ladinische Vertreter Südtirols im italienischen Parlament. Im Dezember 2013 ernannte die italienische Regierung Alfreider zum ersten ladinischen Mitglied der Sechser-Kommission, die Durchführungsbestimmungen zur Weiterentwicklung der Südtiroler Autonomie erarbeitet. Als Parlamentarier brachte er ein Verfassungsgesetz ein, das diverse Diskriminierungen der ladinischen Minderheit im Südtiroler Autonomiestatut beseitigte und 2017 nach einem langwierigen Gesetzgebungsprozess endgültig verabschiedet wurde. Bei den Parlamentswahlen im März 2018 verzichtete er auf eine erneute Kandidatur, um später im Jahr bei den Landtagswahlen im Oktober 2018 anzutreten. Dabei gelang ihm mit 12.114 Vorzugsstimmen der Einzug in den Südtiroler Landtag und damit gleichzeitig den Regionalrat Trentino-Südtirol. Nachdem er vorübergehend als Landtagsvizepräsident gedient hatte, wurde Alfreider am 25. Jänner 2019 in die Südtiroler Landesregierung gewählt. Dort übernahm er im Kabinett Kompatscher II die Ressorts Ladinische Bildung, Ladinische Kultur, Verkehrsnetz und Mobilität und fungierte als ladinischer Landeshauptmannstellvertreter. Bei den Landtagswahlen 2023 gelang ihm mit 10.920 Vorzugsstimmen die Wiederwahl. Nach der Wahl der Landesregierung am 1. Februar 2024 behielt er im neuen Kabinett Kompatscher III dieselben Funktionen. Am 14. Februar 2024 wurde Alfreider zum ladinischen Vizepräsidenten des Regionalrats gewählt.